# Fritz Schulte (Politiker)
Fritz Schulte (* 28. Juli 1890 in Hüsten; † wahrscheinlich 10. Mai 1943 in der Sowjetunion; Deckname: Fritz Schweizer) war ein deutscher Politiker (KPD).

## Leben

### Frühe Jahre und Weimarer Republik (1890 bis 1933)
Schulte wurde 1890 als Sohn eines Fabrikarbeiters geboren. Er besuchte die Volksschule und arbeitete anschließend in einer Chemiefabrik.
Nach dem Ersten Weltkrieg wurde Schulte Betriebsrat in den Leverkusener Farbenwerken. 1920 wurde Schulte Mitglied der Kommunistischen Partei Deutschlands (KPD). In den folgenden Jahren übernahm er zahlreiche Funktionärsposten für die Partei. 1921 wurde Schulte aus dem Fabrikarbeiterverband (FAV) ausgeschlossen, deren Spaltung er befürwortet hatte. Ein Jahr später wurde er in der KPD zum Gewerkschaftssekretär ernannt. Ab 1928/29 gehörte Schulte dem Reichskomitee der Revolutionären Gewerkschafts-Opposition (RGO) an. Von Juli 1932 bis 1933 war er offiziell Reichsleiter der RGO. Er löste Franz Dahlem in dieser Funktion ab.
Als Polleiter stand Schulte in dem Ruf, einer der aggressivsten Verfechter der kommunistischen Doktrin zu sein, weswegen ihm auch der Spitzname Noske vom Niederrhein verliehen wurde. Dieser spielte auf den SPD-Politiker und ehemaligen Reichswehrminister Gustav Noske an, der vielen Zeitgenossen als äußerst brutal galt und wegen seiner Rolle während der Novemberrevolution von 1918 als „Bluthund“ galt. 1927 wurde Schulte ins Zentralkomitee seiner Partei gewählt, 1929 wurde er auch Mitglied des Politbüros. Er galt dabei neben Hermann Schubert und Leo Flieg als der engste Freund des KPD-Vorsitzenden Ernst Thälmann in der Führungsriege der Partei.
Seit 1928 war Schulte für seine Partei Mitglied des Preußischen Landtages, dem er bis 1930 angehörte. Im September 1930 wurde Schulte als Kandidat der KPD für den Wahlkreis 22 (Düsseldorf Ost) in den Reichstag gewählt. Im Juli 1932 wurde er als Kandidat für den Wahlkreis 23 (Düsseldorf-West) wiedergewählt und im November 1932 erneut als Abgeordneter für diesen Wahlkreis bestätigt. Danach gehörte Schulte dem Reichstag nominell noch bis zum März 1933 an.

### Nationalsozialismus und Pariser Exil (1933 bis 1935)
Nach dem Reichstagsbrand vom Februar 1933 war Schulte als kommunistischer Spitzenfunktionär und aufgrund seiner exponierten Stellung als KPD-Reichstagsabgeordneter der Verfolgung durch die Nationalsozialisten ausgesetzt. Der Verhaftung konnte er sich entziehen, indem er in den Untergrund ging. Im Zuge der Reorganisierung der KPD nach ihrer Zerschlagung durch die Nationalsozialisten bildete Schulte zusammen mit Walter Ulbricht, John Schehr und Hermann Schubert den Kern der sogenannten Inlandführung der nun im Deutschen Reich im Untergrund operierenden KPD, während andere Funktionäre eine Exilleitung im sicheren Ausland in Paris aufbauten (Auslandsleitung). Die vier genannten waren dabei die einzigen Mitglieder des Politbüros der KPD, die in Berlin blieben.
Nach mehreren Monaten Untergrundtätigkeit wurde Schulte im Herbst 1933 wie die anderen drei aus Sicherheitsgründen nach Paris abberufen. Dort blieb er bis Anfang 1935. Auch in der späteren Illegalität übernahm Schulte zwischen 1933 und 1935 zeitweise die Leitung der RGO. Nach 1935 ging Schulte mit dem Rest des Politbüros nach Moskau, dem neuen Sitz der KPD-Führung. Schulte selbst erreichte die sowjetische Hauptstadt nach einem längeren Aufenthalt in Prag. Schultes Ehefrau Emmi Schweitzer und der gemeinsame Sohn wurden in Deutschland in „Schutzhaft“ genommen.

### Exil und Gefangenschaft in der Sowjetunion (1935 bis 1943)
Auf der Brüsseler Konferenz der KPD von 1935 vollzog sich in der Zwischenzeit ein radikaler Kurswechsel in der politischen Ausrichtung der Partei: Die Thälmann-Linie der Weimarer Jahre – die den Kampf gegen die Sozialdemokratie und die Republik propagierte – wurde aufgegeben. Stattdessen distanzierte man sich nun von dieser Linie. Anstelle von Thälmann, der seit seiner Inhaftierung durch die Nationalsozialisten als „Märtyrer“ galt, an dem sich jede Kritik verbot, wurde die verfehlte Politik vor allem Schulte, Hermann Schubert, Heinz Neumann und Hermann Remmele angelastet. Infolgedessen wurden alle vier aus dem ZK der KPD ausgeschlossen. Die Führung der Partei übernahmen nun im Wesentlichen Ulbricht und Wilhelm Pieck. Der Thälmann-Biograph Monteath wertet die Beseitigung der Vierergruppe aus der Führung der Partei als den letzten Akt in der Entmachtung des inhaftierten Thälmanns, der nach einer (damals für möglich gehaltenen) Haftentlassung geschwächt dagestanden hätte: „Mit der Entmachtung und späteren Ermordung seiner Anhänger in der Sowjetunion verlor Thälmann jedoch seine Hausmacht in der Parteiführung und seine Nachfolger im Politbüro hatten augenscheinlich mehr Interesse an dem Symbol Thälmann für ihre Propagandakampagne als an dem Menschen und Konkurrenten.“
Schulte arbeitete in den folgenden Jahren in einem Moskauer Großbetrieb. Spätestens seit 1937 wurde die Verfolgung Schultes durch die neue KPD-Führung und durch den sowjetischen Staatsapparat geplant. Zu den Spitzeln, die während dieser Zeit über Schulte berichteten, zählte unter anderem auch der spätere SPD-Politiker Herbert Wehner, der damals als Kommunist in Moskau lebte und im Dezember 1937 dem sowjetischen Geheimdienst NKWD über Schulte und dessen ominöse „Verbindungen“ Bericht erstattete. Als ein Führer der nun als „sektiererisch“ geltenden Opposition innerhalb der KPD und als Leiter des Antikomintern-Blocks wurde Schulte am 21. Februar 1938 im Zuge der Stalinschen Säuberungen (Tschistki) in Moskau verhaftet. Eine Anklageschrift, die sich erhalten hat, datiert auf den 2. März 1939. Am 7. April 1941 wurde er zu acht Jahren Lagerhaft im Gulag verurteilt. Zur Verbüßung derselben wurde er in das Lager Sewpetsch verbracht, wo er „Besserungsarbeit“ zu leisten hatte. 1943 starb er im Lager, mit an Sicherheit grenzender Wahrscheinlichkeit an den harten Arbeits- und Lebensbedingungen.
In der Geschichtsschreibung der DDR wurde Schulte, in Übereinstimmung mit der Parteilinie der KPD/SED, in der Regel die Rolle eines Sündenbocks für das Scheitern der KPD in der Auseinandersetzung mit dem Nationalsozialismus in der Spätphase der Weimarer Zeit zugewiesen: Um Thälmann, der als KPD-Vorsitzender die Parteilinie bestimmt hatte, als kommunistischen Märtyrer feiern zu können, wurde unter anderem Schulte die eigentliche Verantwortung für die taktischen Fehler der Parteilinie zugewiesen. So heißt es beispielsweise in Horst Bednarecks Darstellung der Gewerkschaftspolitik der KPD während der Weimarer Zeit aus dem Jahr 1969: „[So] setzten Hermann Schubert und Fritz Schulte ihre enge, die Massenpolitik der KPD behindernde Politik durch […] Sie negierten dabei unter anderem den Widerstand Walter Ulbrichts gegen eine derartige abscheuliche Politik.“